# Boudewijn II van Guînes
Boudewijn II van Guînes (circa 1135 - 1205) was van 1169 tot aan zijn dood graaf van Guînes. Hij behoorde tot het huis Gent.

## Levensloop
Boudewijn II was de zoon van graaf Arnoud I van Guînes en diens echtgenote Mahaut van Saint-Omer. In 1169 volgde hij zijn vader op als graaf van Guînes.
Boudewijn kon lezen noch schrijven, waardoor hij de staatszaken overliet aan vier klerken. 
Hij liet verschillende geschriften vertalen in het Frans: het Hooglied, het Oude en het Nieuwe Testament, het Leven van Sint-Antonius, een groot deel van het boek Fysica van Aristoteles en De mirabilibus mundi van Gaius Julius Solinus.
Zijn zoon Arnoud II voerde een vete met Mathilde van Portugal, de weduwe van graaf Filips van Vlaanderen, over het bezit van de baronie Broekburg . Mathilde allieerde met graaf Reinoud van Dammartin, die in 1205 het graafschap Guînes binnenviel en Boudewijn II gevangennam. Boudewijn werd kort nadien vrijgelaten, maar stierf enkele dagen later aan de gevolgen van zijn gevangenschap.

## Huwelijk en nakomelingen
Boudewijn II was gehuwd met Christina van Ardres (1140-1177). Door het huwelijk kwamen de graven van Guînes in het bezit van de heerlijkheid Ardres. Ze kregen volgende kinderen:
- Adelina (1160-?)
- Mabilla (1165-?), huwde met Jan, zoon van Petronille de Cysoing
- Arnoud II (1170-1220), graaf van Guînes
- Willem
- Manasses
- Boudewijn, priester van Thérouanne
- Gillis (overleden na 1227), huwde met Christina, dochter van Eustache de Montgardin, heer van Loresse
- Zeger (overleden na 1205), huwde met Adelheid, dochter van Henri de Zeltun
- Adelheid, huwde met Beaudouin de Cayeux
- Margaretha, huwde met Radboud de Rumes
- Mathilde, huwde met Willem, zoon van Clarembold de Thiemnbronne

Ook had hij vier buitenechtelijke kinderen.